# Ota Šik
Ota Šik (Plzeň, 11 settembre 1919 – San Gallo, 22 ottobre 2004) è stato un economista e politico ceco-svizzero, fu una delle figure chiave della Primavera di Praga, il teorico delle riforme economiche introdotte nel 1968 sotto la guida di Alexander Dubček. Diventò famoso anche come uno dei creatori della nozione di “terza via”, tra socialismo e capitalismo. Con Radovan Richta contribuì a rinnovare il pensiero marxista in base alla constatazione del cattivo funzionamento dell'economia ceca e sovietica.
Ha sostenuto che ogni burocrazia, sia di stato che privata, ha la tendenza ad espandersi indefinitamente e dunque a ridurre la propria efficienza. Nelle economie dell'Occidente esistono due ostacoli a questa espansione: il mercato, che penalizza le imprese meno efficienti, e il carattere democratico del potere, che contiene le burocrazie. Nei paesi a partito unico (socialisti nella terminologia di Šik, secondo la filosofa ungherese Ágnes Heller già allieva di György Lukács, società post-bolsceviche) entrambi questi ostacoli non esistono.

## Biografia
Šik nacque nella città industriale di Plzeň, in Cecoslovacchia, dalla famiglia di un commerciante ebreo Ota Schick.  Nel 1933 iniziò a studiare pittura all'Accademia d'arte di Praga, che dovette abbandonare nel 1934. Dal 1936 lavorò per diverse aziende. Contemporaneamente esercitò l'attività di pittore e proseguì la sua formazione nei corsi serali. Dopo l'annessione tedesca dei Sudeti e la spartizione dell'intera nazione nel marzo 1939, Šik si unì al movimento di resistenza ceca. Nel 1940 fu arrestato dalla Gestapo e inviato nel campo di concentramento di Mauthausen-Gusen. A Mauthausen Šik ebbe come compagni di prigionia anche Antonín Novotný, il futuro presidente della Cecoslovacchia (a cui successe il leader della Primavera di Praga Alexander Dubček), e il padre di Dubček, Štefan. Šik fu liberato dalle truppe americane nel 1945.
Dopo la guerra, come membro del partito comunista, studiò economia presso l'Università di Politica e Affari Sociali affiliata al partito. All'inizio degli anni '60 l’inefficienza dell’economia emerse in maniera evidente. Nel 1961 Ota Šik assunse la direzione dell'influente Istituto economico dell'Accademia delle scienze e tentò di persuadere il presidente Novotný ad allentare la sua rigida adesione alla pianificazione centrale. Šik, professore di economia e membro del partito comunista, voleva introdurre elementi di mercato nella pianificazione centrale, allentare i controlli sui prezzi e promuovere l'impresa privata nella speranza di rilanciare il clima economico stagnante.
Le riforme di Šik furono lanciate nel 1967, prima che Dubček salisse al potere, ma furono pesantemente annacquate dagli apparatchik del partito che temevano di perdere il controllo delle fabbriche. L'unico risultato tangibile, e sicuramente il più popolare, delle riforme è stata la comparsa dei taxi privati per le strade di Praga. Nel dicembre 1967, in una riunione del partito che preludeva all'ascesa al potere di Dubček un mese dopo, Šik denunciò pubblicamente il regime di Novotný. Chiese un cambiamento fondamentale al sistema comunista e una nuova leadership, due decenni prima che Mikhail Gorbaciov annunciasse che la riforma economica non poteva essere separata dal cambiamento politico fondamentale. A quel punto la Cecoslovacchia aveva i tassi di crescita più bassi del blocco sovietico, mentre in precedenza era stata la spina dorsale economica dell'impero asburgico.

## La Primavera di Praga
Dopo l'elezione di Dubček a Primo Segretario del Partito Comunista Cecoslovacco, Šik fu nominato vice primo ministro nell'aprile 1968 e fu l'architetto della sezione economica del programma d'azione di Dubček. Šik affermò che, se le sue politiche fossero state seguite, entro quattro anni la Cecoslovacchia sarebbe stata alla pari economicamente con la vicina Austria. Tuttavia questi piani non furono mai attuati dopo che la Primavera di Praga venne brutalmente interrotta nell'agosto dello stesso anno dai carri armati dell'esercito sovietico.

## In esilio in Svizzera
Quando i carri armati entrarono a Praga, Šik era in vacanza in Jugoslavia. Con la minaccia di arresto incombente, non tornò in patria. Leonid Brezhnev e la macchina di propaganda del Partito Comunista Sovietico prestarono particolare attenzione a Šik. Nell'agosto 1968 la TASS pubblicò un comunicato stampa definendolo un agente dell'imperialismo americano e "una delle figure più odiose dei revisionisti di destra".
Šik lasciò la Jugoslavia nell'ottobre 1968 e si trasferì in Svizzera. Nel 1969 tornò brevemente a Praga e cercò di convincere i suoi colleghi ma le sue opinioni furono respinte. Ritornò così in Svizzera, dove nel 1970 divenne professore di economia all'Università di San Gallo, incarico che mantenne fino al suo pensionamento nel 1990. Dopo la Rivoluzione di velluto, Šik divenne consigliere economico del presidente ceco Vaclav Havel  ma non aveva impatto sulle politiche economiche effettive.
Diventato nel 1983 cittadino svizzero, visse a San Gallo fino alla morte avvenuta nell'ottobre 2004 all'età di 84 anni.

## Vita privata
Ota Šik aveva due figli. Jiří Polák (1948–2014) lavorò come scrittore, sceneggiatore e autore di spettacoli radiofonici, visse a Berlino,  il secondo figlio Miroslav Šik (* 1953) è professore di architettura all'ETH di Zurigo.

## Opere
- Argumente für den Dritten Weg, Amburgo, Hoffmann und Campe Verlag, 1973.
- Ein Wirtschaftssystem der Zukunft, Berlíno, Springer, 1985 ISBN 3-540-15137-0
- Ekonomické reformy a demokratizace, Colonia, Index, 1987.
- Ekonomický růst, nerovnováhy a hospodářská politika 1. vyd. Ostrava, Litera Nova, 1991 ISBN 80-901081-0-5
- Ekonomika zájmy politika: jejich vzájemné vztahy do socialismu, Praga, Nakladatelství politické literatury, 1962
- For a Humane Economic Democracy, New York, Praeger Publishers, 1985 ISBN 0-03-064186-1
- Humane Wirtschaftsdemokratie: ein Dritter Weg, Amburgo, Knaus, 1979 ISBN 3-8135-0941-9
- Jarní probuzení - iluze a skutečnost, 2. vyd., (V MF 1. vyd.), Praga, Mladá fronta, 1990 ISBN 80-204-0208-X
- K problematice socialistických zbožních vztahů, 2. vyd, Praga, Nakladatelství Československé akademie věd, 1965
- Plán a trh za socialismu, Vydání třetí, Praga, Academia, nakladatelství Československé akademie věd, 1968
- The communist power system, New York, Praeger, 1981
- The Third Way: Marxist-Leninist Theory and Modern Industrial Society,  Londra, Wildwood House, 1976
- Treći put: Marksističko-lenjinistička teorija i moderno društvo, Zagabria, Globus, 1983
- Czechoslovakia: the bureaucratic economy, Londra, Routledge, Taylor & Francis Group, 2018 ISBN 978-1-138-03806-6

### Tradotte in italiano
- La verità sull'economia cecoslovacca, Etas Kompass, Milano 1969
- Piano e mercato nel socialismo,	Editori Riuniti, Roma   1969
- Quale comunismo?, Laterza, Roma 1977
- Risveglio di primavera ricordi: 1941-1988, SugarCo, Milano 1989
- Marxismo-leninismo e societa industriale,  Garzanti, Milano 1974